# Sébastien Falquet de Planta
Le général Bernard-Sébastien-Henry Falquet de Planta (connu également sous le nom de Sébastien Falquet de Planta), né le 17 avril 1770 à Grenoble dans l'Isère et mort le 28 novembre 1839 est un général français durant le Consulat, un homme d'état (durant l'éphémère République romaine) et un lieutenant du roi dans diverses places durant la Restauration.
Il est notamment connu pour son abondante correspondance, laquelle a fait l'objet d'une étude historique par l'ancien conservateur à la bibliothèque municipale de Grenoble, Yves Jocteur-Montrozier.

## Carrière
Bernard-Sébastien-Henry Falquet de Planta, né en 1770, servira l'ensemble de régimes politiques depuis les différents gouvernements issus de la Révolution française jusqu'à la monarchie de Juillet, à l'exception du Premier Empire.

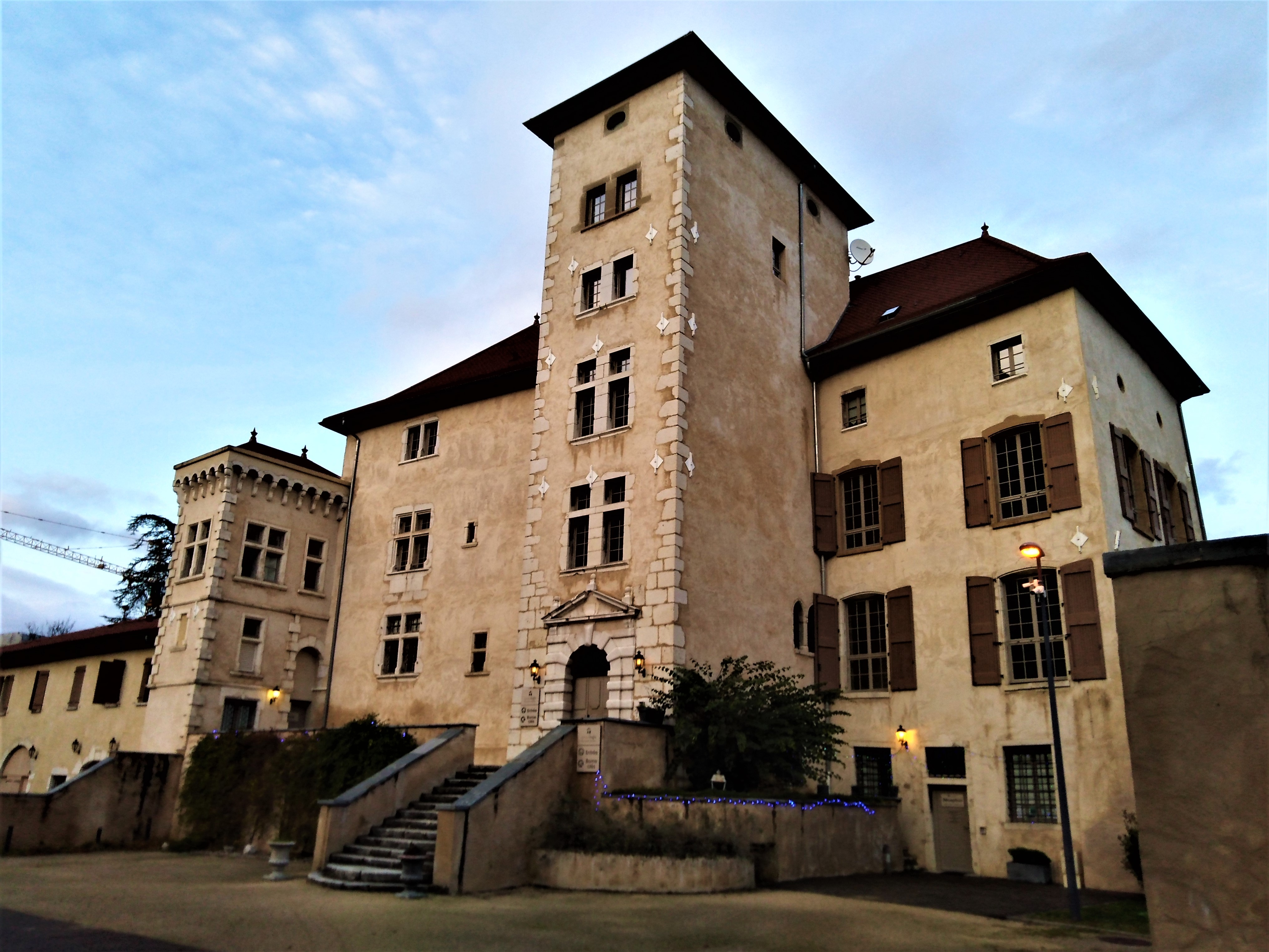
Château de la Rochette, propriété des Falquet de Planta durant le XIXe siècle à Fontaine.

Sa famille, originaire de Seyssel, est liée au château de la Rochette, situé sur la commune de Fontaine dans l'Isère et dont ils furent les châtelains.

### Sous la Révolution et Consulat
Né dans le Dauphiné, à Grenoble, il est le fils d'un juge de paix, Jacques Falquet de Planta et de Hyacinthe Soulange de Mansécourt. Il fut élevé au Collège de Tournon, aux mains des Oratoriens ou il excella dans les cours de rhétorique.
Il commença sa carrière militaire en qualité de capitaine au 3e bataillon de l'Isère le 25 novembre 1791, puis il est nommé le 1er juin 1793 chef du 3e bataillon des côtes maritimes. Très vite monté en grade, il est nommé provisoirement général de brigade des troupes de la république romaine le 15 juin 1798, il est nommé un an plus tard (15 juin 1799), ministre de la guerre de l'éphémère république romaine. Le 17 août de cette même année il reçoit son brevet d'adjudant général, chef de brigade du général en chef au service de Guillaume Philibert Duhesme puis il est envoyé dans les Alpes où il commande notamment les vallées de Château-Dauphin et de Queyras.
En 1800, il commande l'avant-garde, puis il est affecté à l'état-major de l'aile gauche de l'armée d'Italie, dirigée par le général Masséna. Durant cette même période ils se marie avec Euphrosine Picot de la Buissonière
Nommé général au titre de la république romaine le 27 juin 1800, il exerce la fonction d'adjudant commandant dans l'organisation des états-majors. Le 23 septembre 1801 il est placé en position de non activité.
Malgré sa nomination à la 2e division de dragons à l'armée des côtes de l'Océan, mais il ne participera à la création de la Grande Armée, car il démissionne le 20 juin 1804 et n'a plus d'activité jusqu'à la fin de l'Empire.

### Sous la Restauration et la monarchie de Juillet
Un an après le retour de la monarchie, il est prévôt de l'Isère (12 mars 1816). Réintégré dans le grade de colonel le 27 mai 1816, il cesse ses fonctions le 1er juin 1818 et est admis au traitement de réforme le 3 juin 1820.
Il ne met cependant pas fin à ses fonctions au service du pouvoir. Le 19 janvier 1825, il est nommé lieutenant du roi à Ajaccio puis le 24 mars de la même année, il est nommé pour les mêmes fonctions à Briançon, position qu'il quittera au début de la monarchie de Juillet.
Là encore, le changement de régime ne met pas fin à sa carrière et le 15 septembre 1832, le gouvernement de Louis-Philippe 1er lui confie le commandement de la place de Sisteron et le 15 octobre 1832 celui de la place de Lille.

### Fin de carrière et décès
Il est placé en solde de congé le 20 octobre 1833, puis prend sa retraite le 11 octobre 1834. Il est mort le 28 novembre 1839.

## Correspondances

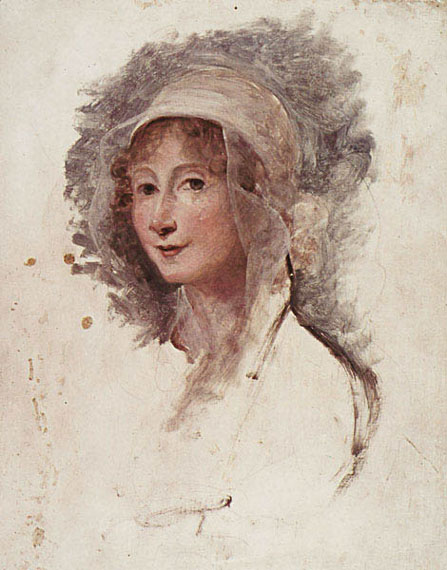
Giulia Beccaria

Né en 1770, Sébastien Falquet de Planta est le témoin d'une époque qui a connu la succession de plusieurs régimes différents : (Louis XVI, la Première République, le Directoire, le Consulat, le Premier Empire, la Restauration, la Monarchie de juillet. Durant ces différentes périodes, l'homme a laissé un témoignage important grâce à un volume de courriers estimé à un millier de lettres.
Yves Jocteur Montrozier, conservateur de bibliothèque, a réalisé une étude minutieuse de cette correspondance lui permettant de reconstituer le réseau de correspondants du militaire dauphinois : l'éducateur suisse Johann Heinrich Pestalozzi, le physicien et chimiste français André-Marie Ampère, Pierre l'humaniste et précurseur de la psychologie Maine de Biran, le poète italien Alessandro Manzoni et sa mère, la personnalité italienne Giulia Beccaria.
L'étude a permis de comprendre l'important intérêt que Falquet du Planta portait aux sciences et aux nouveautés de son temps telles la philosophie, la pédagogie, mais aussi le magnétisme animal, la réforme carcérale… Un livre reprenant l'essentiel de cette étude a été publié par les Presses universitaires de Grenoble.